# بنزوفنون
بنزوفنون (به انگلیسی: Benzophenone) با فرمول شیمیایی C۱۳H۱۰O یک ترکیب شیمیایی با شناسه پاب‌کم ۳۱۰۲ است. که جرم مولی آن ۱۸۲٫۲۱۷ g/mol می‌باشد. شکل ظاهری این ترکیب، جامد سفید است.

## نگارخانه

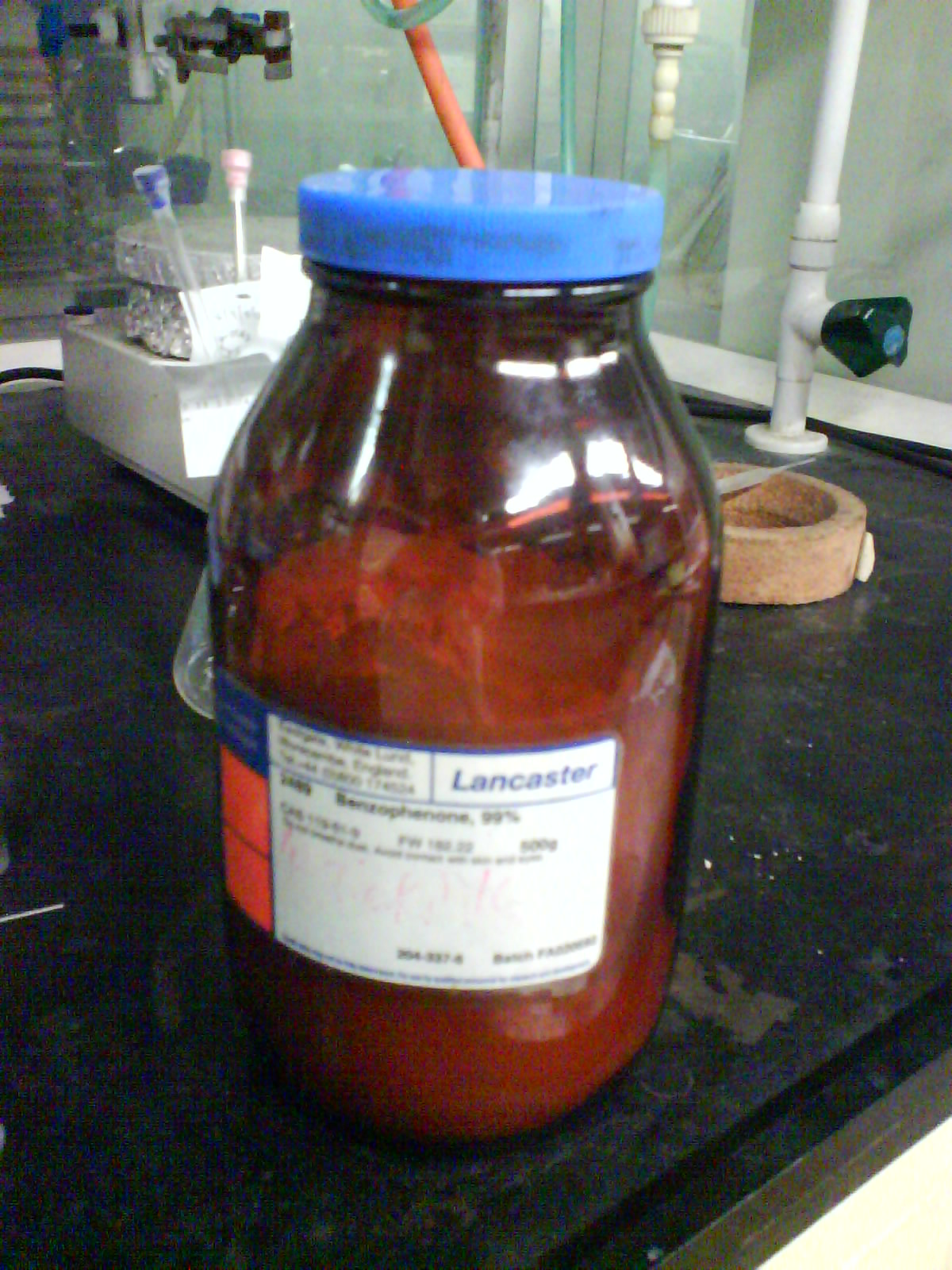
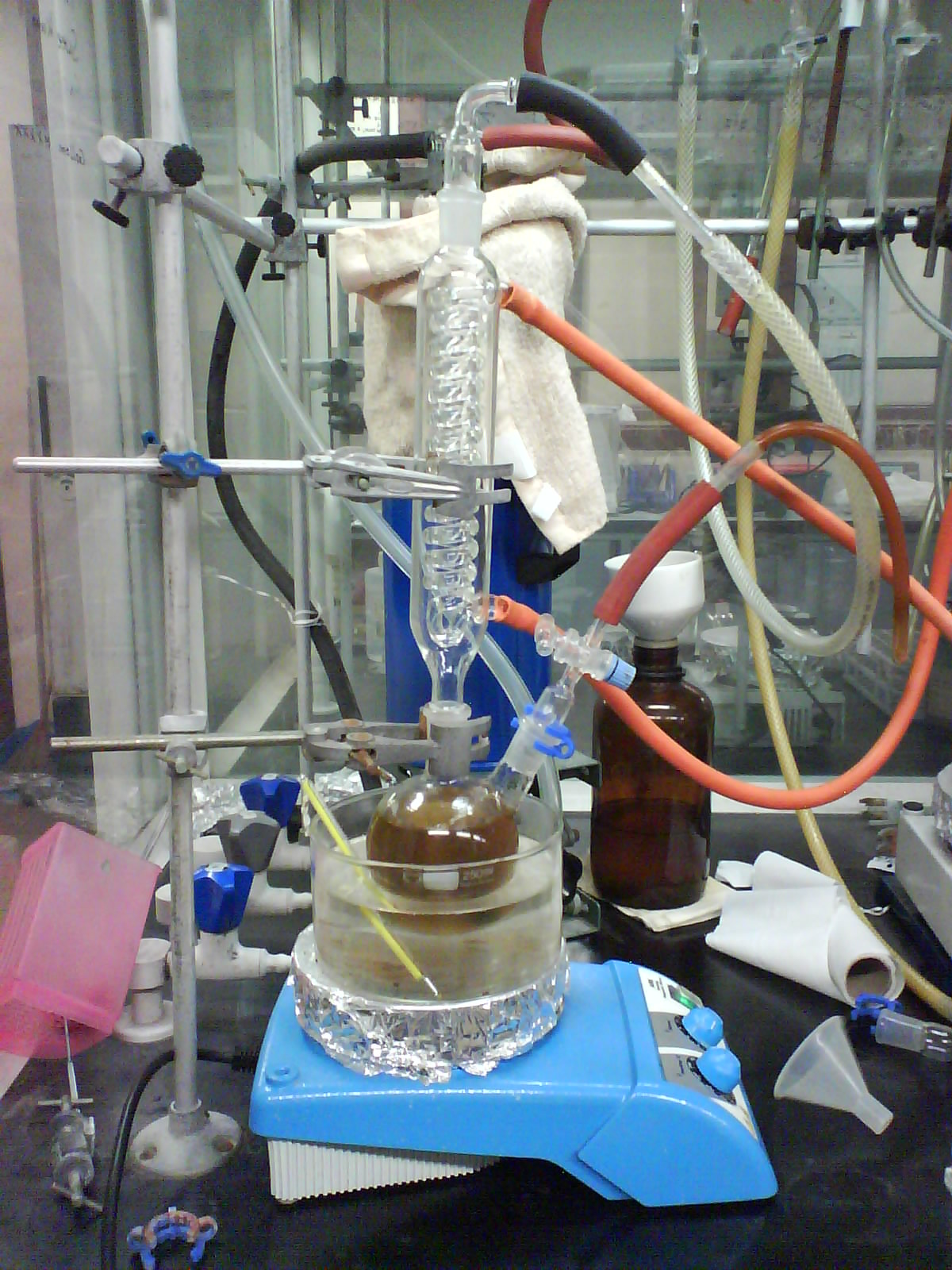
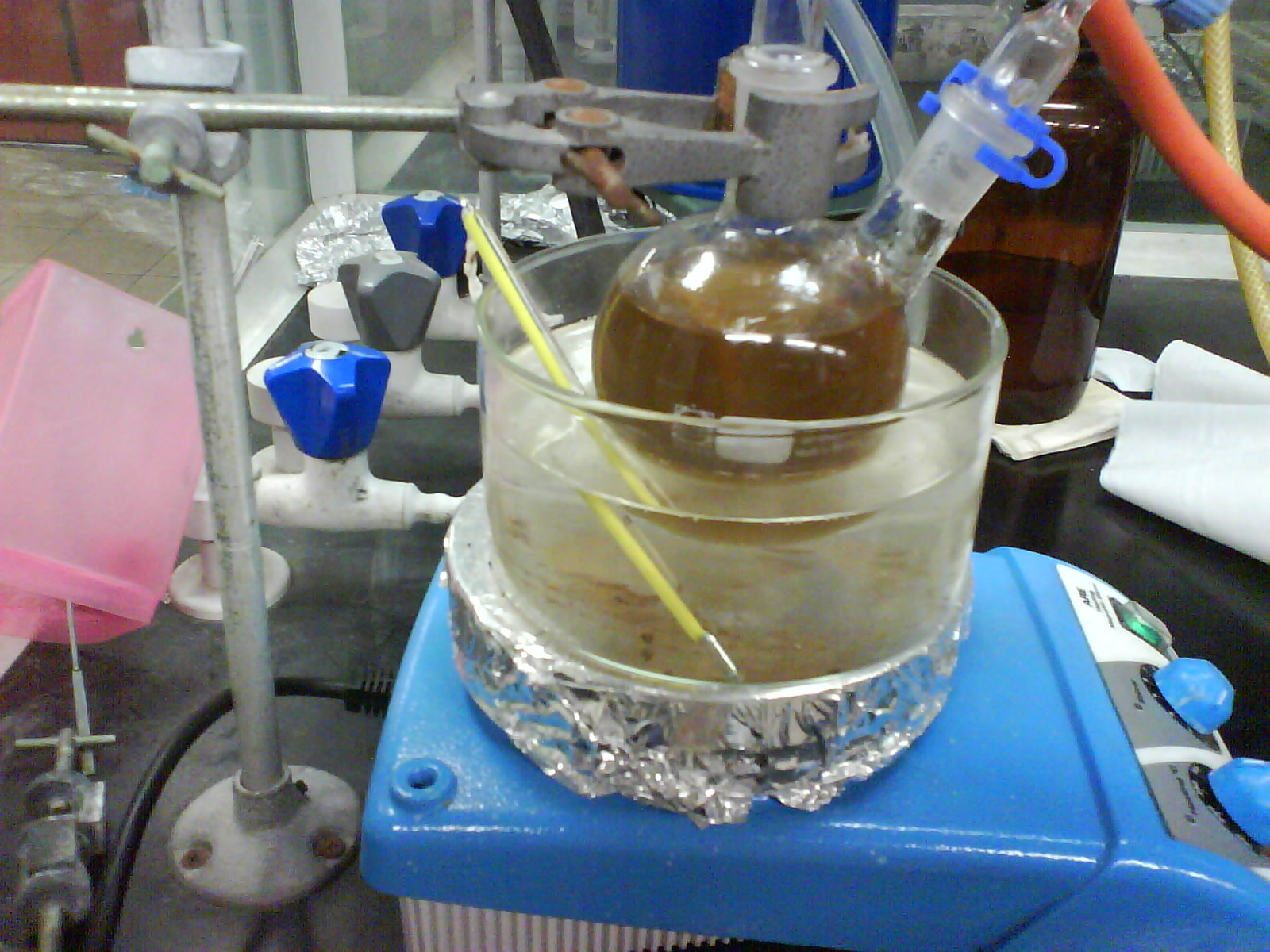
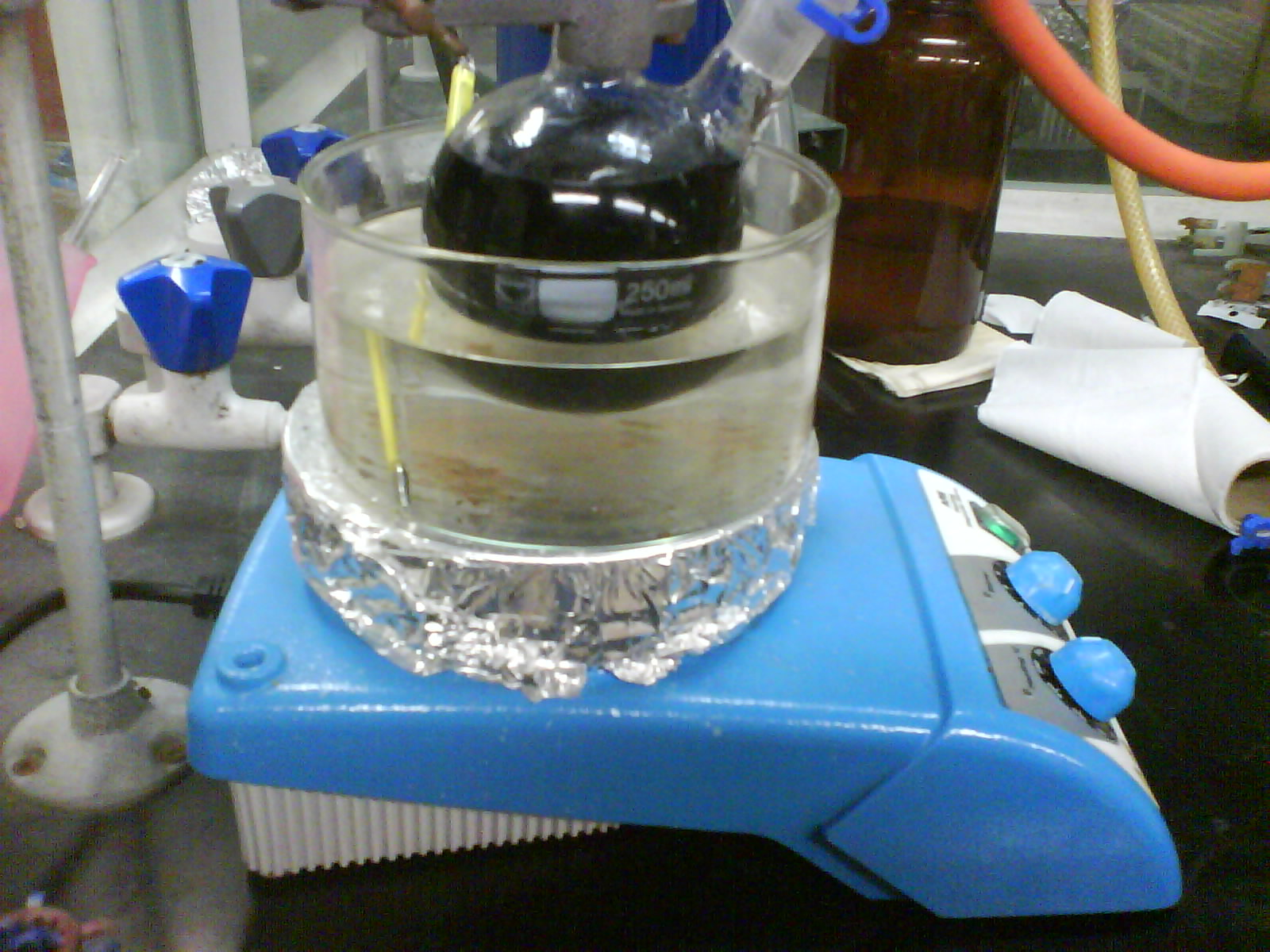
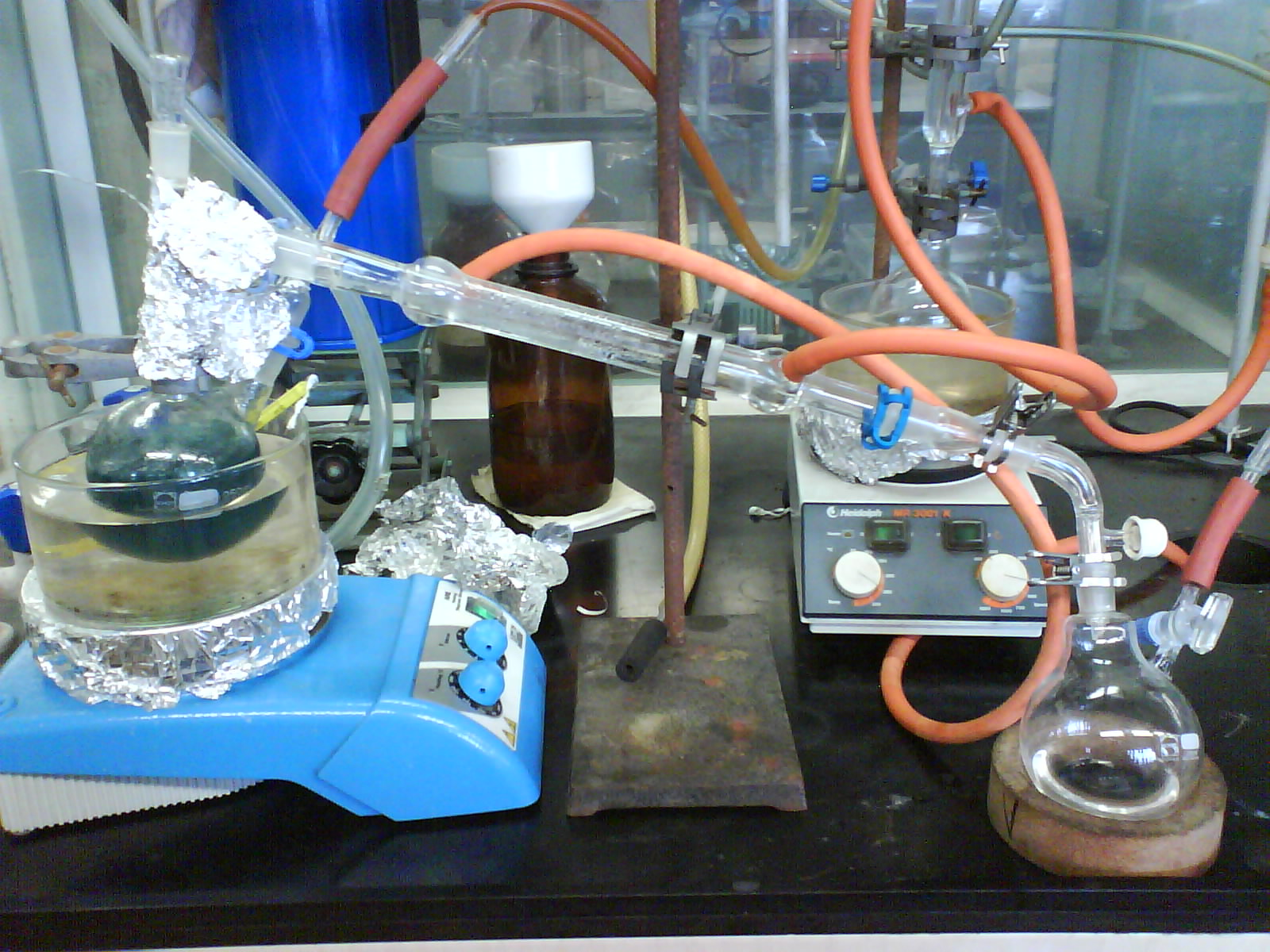
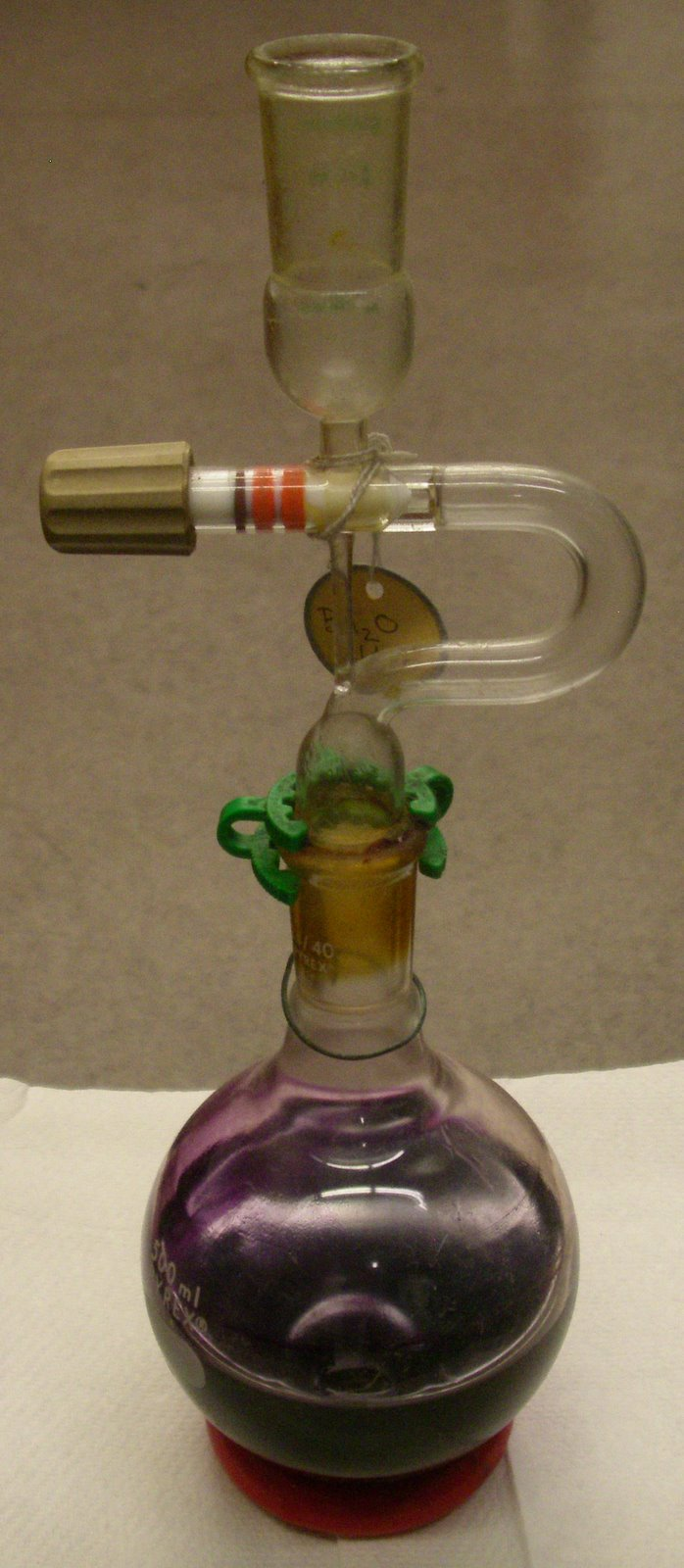